# Calvert, Buckinghamshire
Calvert är en by i Buckinghamshire i England. Byn är belägen 10,1 km 
från Buckingham. Orten har 1 491 invånare (2015).